# Забрега (Мало Црниће)
Забрега је насеље у Србији у општини Мало Црниће у Браничевском округу. Према попису из 2022. било је 111 становника.

## Демографија
У насељу Забрега живи 193 пунолетна становника, а просечна старост становништва износи 42,8 година (39,2 код мушкараца и 46,1 код жена). У насељу има 64 домаћинства, а просечан број чланова по домаћинству је 3,86.
Ово насеље је углавном насељено Србима (према попису из 2002. године), а у последња три пописа, примећен је пад у броју становника.
|  |

| Демографија | Демографија | Демографија |
| Година      | Становника  | Становника  |
| ----------- | ----------- | ----------- |
| 1948.       | 404         |             |
| 1953.       | 399         |             |
| 1961.       | 426         |             |
| 1971.       | 417         |             |
| 1981.       | 417         |             |
| 1991.       | 387         | 272         |
| 2002.       | 247         | 390         |
| 2011.       | 179         |             |

| Етнички састав према попису из 2002.‍ | Етнички састав према попису из 2002.‍ | Етнички састав према попису из 2002.‍ | Етнички састав према попису из 2002.‍ | Етнички састав према попису из 2002.‍ |
| ------------------------------------ | ------------------------------------ | ------------------------------------ | ------------------------------------ | ------------------------------------ |
|                                      |                                      |                                      |                                      |                                      |
| Срби                                 | Срби                                 |                                      | 195                                  | 78,94%                               |
| Власи                                | Власи                                |                                      | 37                                   | 14,97%                               |
| Румуни                               | Румуни                               |                                      | 7                                    | 2,83%                                |
| непознато                            | непознато                            |                                      | 8                                    | 3,23%                                |

| Година пописа     | 1948. | 1953. | 1961. | 1971. | 1981. | 1991. | 2002. |
| ----------------- | ----- | ----- | ----- | ----- | ----- | ----- | ----- |
| Број домаћинстава | 88    | 89    | 88    | 86    | 85    | 78    | 64    |

| Број чланова      | 1  | 2 | 3  | 4 | 5 | 6  | 7 | 8 | 9 | 10 и више | Просек |
| ----------------- | -- | - | -- | - | - | -- | - | - | - | --------- | ------ |
| Број домаћинстава | 14 | 7 | 11 | 8 | 5 | 10 | 5 | 2 | 2 | 0         | 3,86   |

| Пол    | Укупно | Неожењен/Неудата | Ожењен/Удата | Удовац/Удовица | Разведен/Разведена | Непознато |
| ------ | ------ | ---------------- | ------------ | -------------- | ------------------ | --------- |
| Мушки  | 93     | 15               | 68           | 9              | 1                  | 0         |
| Женски | 112    | 8                | 72           | 30             | 2                  | 0         |
| УКУПНО | 205    | 23               | 140          | 39             | 3                  | 0         |

| Пол    | Укупно                    | Пољопривреда, лов и шумарство | Рибарство                            | Вађење руде и камена | Прерађивачка индустрија       |
| ------ | ------------------------- | ----------------------------- | ------------------------------------ | -------------------- | ----------------------------- |
| Мушки  | 54                        | 44                            | 0                                    | 0                    | 3                             |
| Женски | 18                        | 17                            | 0                                    | 0                    | 0                             |
| УКУПНО | 72                        | 61                            | 0                                    | 0                    | 3                             |
| Пол    | Производња и снабдевање   | Грађевинарство                | Трговина                             | Хотели и ресторани   | Саобраћај, складиштење и везе |
| Мушки  | 0                         | 0                             | 2                                    | 1                    | 3                             |
| Женски | 0                         | 0                             | 0                                    | 0                    | 0                             |
| УКУПНО | 0                         | 0                             | 2                                    | 1                    | 3                             |
| Пол    | Финансијско посредовање   | Некретнине                    | Државна управа и одбрана             | Образовање           | Здравствени и социјални рад   |
| Мушки  | 0                         | 0                             | 1                                    | 0                    | 0                             |
| Женски | 0                         | 0                             | 0                                    | 1                    | 0                             |
| УКУПНО | 0                         | 0                             | 1                                    | 1                    | 0                             |
| Пол    | Остале услужне активности | Приватна домаћинства          | Екстериторијалне организације и тела | Непознато            | Непознато                     |
| Мушки  | 0                         | 0                             | 0                                    | 0                    | 0                             |
| Женски | 0                         | 0                             | 0                                    | 0                    | 0                             |
| УКУПНО | 0                         | 0                             | 0                                    | 0                    | 0                             |